# Marin du roi
Pour plus de détails, voir Fiche technique et Distribution.
Marin du roi (Single-Handed au Royaume-Uni ou Sailor of the King aux États-Unis) est un film américano-britannique réalisé par Roy Boulting et sorti en 1953.

## Synopsis
En 1916, durant la Première Guerre mondiale, le lieutenant de la Royal Navy Richard Saville emprunte à Portsmouth le train pour se rendre en permission à Londres. Il engage la conversation avec l'unique occupante de son compartiment, Lucinda Bentley, qui va passer quelques jours chez une cousine. Ils se découvrent des affinités et, au hasard d'une longue attente pour changer de train à la station de Longmere, ils nouent une relation amoureuse. Ils restent finalement cinq jours dans un petit hôtel de Longmere et, très épris, font des projets de mariage. Mais Lucinda, pressentant que cette union risque d'entraver la carrière de Richard, préfère que leur idylle demeure comme une éphémère, mais belle histoire d'amour.
Vingt-quatre ans plus tard, lors de la Seconde Guerre mondiale, en plein océan Pacifique, Richard Saville est le commandant d'une flotte de la Royal Navy composée des croiseurs Amesbury, Cambridge et Stratford aux prises avec l'Essen, un destroyer allemand particulièrement offensif. l'Essen coule l'Amesbury et recueille deux survivants, Wheatley et Andrew Brown, un soldat canadien expert en signaux lumineux. l'Essen, qui a subi quelques avaries (il a reçu une torpille), va ancrer dans une crique de l'île vierge Résolution des Galápagos pour effectuer les réparations. Brown s'échappe et se réfugie dans l'île. Afin de permettre aux deux croiseurs de Saville ralentis par manque de carburant d'arriver à temps pour intercepter l'Essen, Brown tire à vue sur les Allemands dès qu'ils tentent de procéder aux réparations. Blessé et sur le point d'être abattu, il est abandonné par l'Essen qui, réparé, repart immédiatement. Dès sa sortie de la crique, l'Essen est coulé par la flotte de Saville qui le guettait, car Brown a réussi à retarder son départ de 18 heures. Richard Saville et Andrew Brown seront décorés pas Sa Gracieuse Majesté, ignorant qu'ils sont père et fils, car Lucinda, s'étant retrouvée enceinte, s'était expatriée au Canada pour donner naissance à Andrew à Montréal.

## Fiche technique
- Titre français : Marin du roi
- Titre original : Sailor of the King (également répertorié sous les titres Able Seaman Brown, C. S. Forester's Sailor of the King et Single-Handed)
- Réalisation : Roy Boulting
- Scénario : Valentine Davies d'après le roman de C. S. Forester Brown on Resolution (1929)
- Décors et costumes : Alex Vetchinsky
- Conseiller naval : Colonel R. S. Abram
- Conseillers techniques : Lord Louis Mountbatten, William Rankin (explosifs)
- Photographie : Gilbert Taylor
- Son : Buster Ambler, Red Law
- Montage : Alan Osbiston
- Musique : Clifton Parker
- Producteur : Frank McCarthy
- Société de production : Twentieth Century Fox (États-Unis, Royaume-Uni)
- Société de distribution : Twentieth Century Fox (États-Unis, Royaume-Uni)
- Pays de production :  États-Unis,  Royaume-Uni
- Langues originales : allemand, anglais
- Format : noir et blanc — 35 mm — 1,37:1 — monophonique (Western Electric Recording)
- Genre : film de guerre
- Durée : 83 minutes
- Date de sortie :
  - Royaume-Uni : 11 juin 1953

## Distribution
- Jeffrey Hunter : le signaleur Andrew « Canada » Brown
- Michael Rennie : le commandant Richard Saville
- Wendy Hiller : Lucinda Bentley
- Bernard Lee : Wheatley
- Peter van Eyck : le capitaine Ludvic von Falk de l'Essen
- John Horsley : le capitaine John Willis
- Patrick Barr : le capitaine Tom Ashley de l'Amesbury
- Victor Maddern : le signaleur Willy Earnshaw
- Les officiers et équipages des croiseurs :
  - HMS Manxman (doublure du croiseur allemand Essen)
  - HMS Cleopatra
  - HMS Glasgow

## Tournage
- Intérieurs : Studios de Shepperton, Wembley Fountain Studios (Royaume-Uni).
- Extérieurs : Île Gozo (Malte).

## Autour du film
- Remake du film britannique Brown on Resolution réalisé par Walter Forde (1935).